# Przetaczanie pępowinowe
Przetaczanie pępowinowe – zabieg polegający na przesunięciu krwi zalegającej w pępowinie w kierunku płodu przed odpępnieniem. Ma to szczególne znaczenie dla wcześniaków oraz dzieci urodzonych poprzez cięcie cesarskie. Noworodki u których przeprowadzono przetaczanie pępowinowe posiadają dużo wyższe wskaźniki ogólnoustrojowego przepływu krwi, lepszy przepływ w obrębie żyły głównej. Poprawia się także poziom ciśnienia krwi przez pierwsze 15 godzin życia, poziom hemoglobiny, wydalanie moczu przez 24 godziny, wydajność prawej komory serca w pierwszych 12 godzinach życia. Przetaczanie pępowinowe ma pozytywny wpływ na utlenowanie mózgu noworodka, redukcję potrzeb związanych z transfuzją krwinek czerwonych oraz na potrzebę wspomagania krążenia i oddychania u wcześniaków.